# Honkbal op de Olympische Zomerspelen 1956
Honkbal stond voor de vierde maal op het programma tijdens de Olympische Zomerspelen 1956 in Melbourne. Op 1 december werd er een exhibitiewedstrijd gehouden tussen Australië en de Verenigde Staten.

## Uitslag
| Team             | 1 | 2 | 3 | 4 | 5 | 6 | R  | H | E |
| ---------------- | - | - | - | - | - | - | -- | - | - |
| Verenigde Staten | 2 | 0 | 4 | 0 | 2 | 3 | 11 | ? | ? |
| Australië        | 0 | 1 | 0 | 0 | 1 | 3 | 5  | ? | ? |

Stockholm 1912* · 
Berlijn 1936* · 
Helsinki 1952* · 
Melbourne 1956* · 
Tokio 1964* · 
Los Angeles 1984* · 
Seoel 1988* · 
Barcelona 1992 · 
Atlanta 1996 · 
Sydney 2000 · 
Athene 2004 · 
Peking 2008 · 
Tokio 2020 · 
Los Angeles 2028 
Medaillewinnaars
* Demonstratiesport
Atletiek · Australian Football (demonstratie) · Basketbal · Boksen · Gewichtheffen · Hockey · Honkbal (demonstratie) · Kanovaren · Moderne vijfkamp · Paardensport · Roeien · Schermen · Schietsport · Schoonspringen · Turnen · Voetbal · Waterpolo · Wielersport · Worstelen · Zeilen · Zwemmen